# Gleiker Mendoza
Gleiker Mendoza (Santa Bárbara del Zulia, 8 de diciembre de 2001) es un futbolista venezolano que juega en la demarcación de extremo izquierdo para el FC Kryvbas de la Liga Premier de Ucrania.

## Selección nacional
Hizo su debut con la selección absoluta de Venezuela el 18 de enero de 2025 contra Estados Unidos en un partido amistoso que finalizó con un resultado de 3-1 a favor del combinado estadounidense tras un gol de Jorge Yriarte para Venezuela, y de Jack McGlynn, Patrick Agyemang y Matko Miljevic para Estados Unidos.

## Clubes
| Club                          | País      | Año       | Partidos | Goles |
| ----------------------------- | --------- | --------- | -------- | ----- |
| Angostura FC                  | Venezuela | 2021-2023 | 31       | 6     |
| Deportivo Táchira FC (cedido) | Venezuela | 2024      | 29       | 3     |
| FC Kryvbas (cedido)           | Ucrania   | 2025-     |          |       |